# Krzysztof Wichrowski
Krzysztof Wichrowski herbu Pomian – chorąży halicki w 1649 roku, miecznik halicki w latach 1631-1638, rotmistrz.
Poseł na sejm 1638 roku, sejm 1640 roku.